# NGC 70
NGC 70 (również IC 1539, PGC 1194 lub UGC 174) – galaktyka spiralna (Sbc), znajdująca się w gwiazdozbiorze Andromedy. Odkrył ją 7 października 1855 roku R. J. Mitchell (asystent Williama Parsonsa). Wchodzi w skład grupy galaktyk skatalogowanej w Atlasie Osobliwych Galaktyk jako Arp 113, do której należą jeszcze: NGC 67, NGC 67A, NGC 68, NGC 69, NGC 71 i NGC 72.
NGC 70 jest galaktyką Seyferta typu 2.